# João Mário (Fußballspieler, 2000)
João Mário Neto Lopes (* 3. Januar 2000 in São João da Madeira) ist ein portugiesischer Fußballspieler, der aktuell bei Juventus Turin unter Vertrag steht.

## Karriere

### Verein
João Mário begann seine fußballerische Laufbahn 2008 bei AD Sanjoanense, ehe er ein Jahr später in die Jugendakademie des FC Porto wechselte. Für die Saison 2015/16 wurde er an die U17 des Padroense FC verliehen. In der Saison 2017/18 kam er zu vier Einsätzen in der UEFA Youth League, wobei er einmal traf. In der Folgesaison traf er zweimal in zehn Youth-League-Spielen und kam zudem zu vier Toren in 17 Einsätzen in der zweitklassigen Zweitmannschaft. Am 15. Juli 2020 (32. Spieltag) wurde er gegen Sporting Lissabon in der 85. Minute eingewechselt und gab somit sein Debüt in der ersten Mannschaft. In der gesamten Saison 2019/20 spielte er zweimal in der Liga und gewann mit den Profis das Double aus Meisterschaft und Pokal; mit der Zweitmannschaft spielte er 18 Mal. Am 25. November 2020 wurde er gegen Olympique Marseille in der Königsklasse eingewechselt und gab somit sein Debüt auf internationaler Ebene. Nachdem er auch gegen den FC Famalicão spät ins Spiel gekommen war, traf er am 8. Januar 2021 (13. Spieltag) das erste Mal in der Liga NOS. Die Spielzeit beendete er mit 21 Einsätzen in der ersten Mannschaft, wobei er zweimal traf.
Im Juli 2025 wechselte er zu Juventus Turin und unterschrieb dort einen Vertrag bis 2030.

### Nationalmannschaft
João Mário spielte bislang für diverse Juniorenteams Portugals. Mit der U19-Mannschaft nahm er unter anderem an der U19-EM 2019, wo er zu fünf Einsätzen und einem Tor kam. Mit der U21 spielte er unter anderem einmal bei der U21-Europameisterschaft 2021.
Am 16. November 2023 debütierte er im Rahmen eines EM-Qualifikationsspiels gegen Liechtenstein in der A-Nationalmannschaft.

## Erfolge
FC Porto U19
- UEFA Youth League: 2019

 FC Porto
- Portugiesischer Meister: 2020, 2022
- Portugiesischer Pokalsieger: 2020, 2022
- Portugiesischer Supercupsieger: 2020, 2022